# ژان الکساندر
ژان الکساندر (انگلیسی: Jean Alexandre؛ زادهٔ ۱۵ ژوئن ۱۹۱۷) دوچرخه‌سوار اهل بلژیک است.